# Herzogtum Czersk

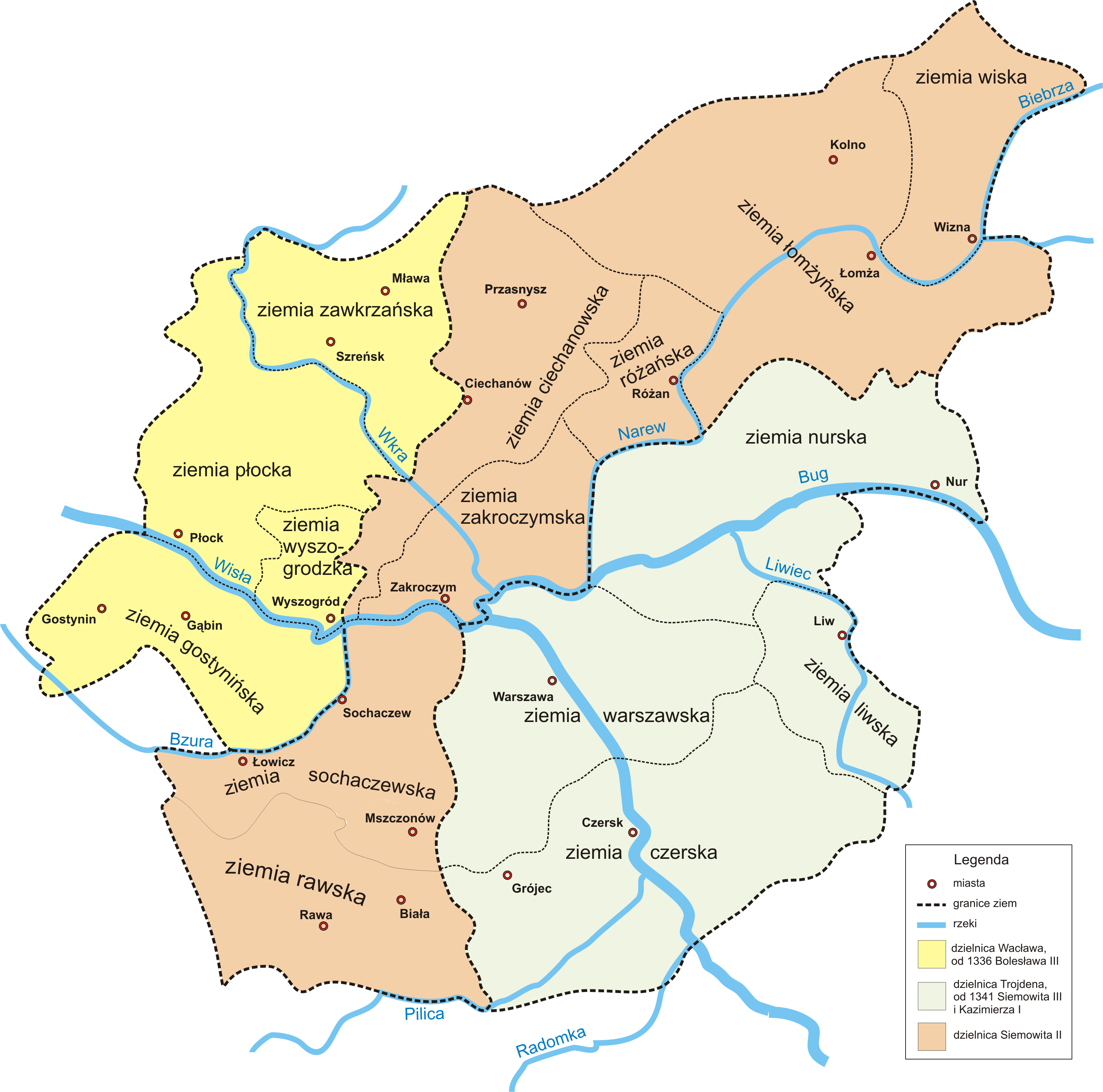
Herzogtum Czersk um 1313 (grün)

Das Herzogtum Czersk (polnisch Księstwo czerskie, lateinisch Ducatus Cirnensis) war ein Teilfürstentum Polens von 1247 bis 1526 mit der Hauptfeste Czersk.

## Geschichte
1247 wurde nach dem Tod von Herzog Konrad von Masowien das Herzogtum Czersk aus dem Herzogtum Masowien abgespalten und fiel an dessen Sohn Siemowit I. Hauptstadt wurde Czersk am linken Weichselufer. Sitz des Herzogs wurde später die Burg Czersk errichtet. 1406 verlegte Janusz der Alte den Herzogssitz von Czersk auf die Herzogsburg in Warschau. Das Herzogtum wurde teilweise in Personalunion mit anderen masowischen Herzogtümern regiert. 1526 starb mit Janusz III. der letzte Herzog von Czersk und das Herzogtum fiel als erledigtes Lehen an das Königreich Polen, wo es in das Land Czersk als Teil der  Woiwodschaft Masowien umgewandelt wurde.

## Herzöge
- Siemowit I. 1247–1262
- als Erbengemeinschaft gemeinschaftlich die Brüder: Bolesław II. (Masowien) und Konrad II. (Czersk) 1262–1275, bis 1264 unter der Regentschaft von Bolesław dem Frommen
- Konrad II. (Czersk) 1275–1294
- Bolesław II. (Masowien) 1275–1310
- Trojden I. 1310–1341
- als Erbengemeinschaft gemeinschaftlich die Brüder: Siemowit III. und Kasimir I. (Warschau) 1341–1349
- Siemowit III. 1349–1373/4
- als Erbengemeinschaft gemeinschaftlich die Brüder: Siemowit IV. und Janusz der Ältere 1373/4-1381
- Janusz der Ältere 1381–1429
- Bolesław IV. (Warschau) 1429–1454, bis 1436 unter der Regentschaft von Anna Fiodorówna
- als Erbengemeinschaft gemeinschaftlich die Brüder: Konrad III. (Masowien), Kazimierz III. (Płock), Janusz II. und Bolesław V. (Warschau) 1454–1471, bis 1462  unter der Regentschaft von Bischof Paweł Giżycki
- Konrad III. (Masowien) 1471–1503
- als Erbengemeinschaft gemeinschaftlich die Brüder: Stanisław von Masowien und Janusz III. 1503–1524, bis 1518 unter der Regentschaft von Anna Radziwiłł
- Janusz III. 1524–1526